# Zineddine Mekkaoui
Zineddine Mekkaoui (tiếng Ả Rập: زين الدين مكاوي; sinh ngày 10 tháng 1 năm 1987 ở Algiers) là một cầu thủ bóng đá người Algérie thi đấu ở vị trí tiền vệ cho MC Oran ở Giải bóng đá hạng nhất quốc gia Algérie.

## Sự nghiệp câu lạc bộ
Vào tháng 6 năm 2009, Mekkaoui được cho mượn bởi USM Alger đến NA Hussein Dey cho mùa giải 2009–10.